# Val de San Vicente
Val de San Vicente è un comune spagnolo di 2.784 abitanti situato nella comunità autonoma della Cantabria, comarca della Costa Occidental.

## Storia
Testimonianze archeologiche attestano che la presenza umana nella zona risale al Paleolitico. Le prime popolazioni cantabriche preromane stanziali vivevano di un'agricoltura basata sulla coltivazione dei cereali e la successiva presenza romana è testimoniata dai resti dei selciati delle loro strade come la cosiddetta via Agrippa che univa la Meseta castigliana alla costa e la litoranea utilizzata nel medioevo anche dai pellegrini che andavano o tornavano da Santiago. L'esistenza nel medioevo delle località che compongono l'attuale municipio risulta da documenti del XII secolo in cui si afferma che appartenevano alle Asturias de Santillana ed erano in regime di behetria cioè le loro popolazione godevano della potestà di nomina dei propri governanti.
Il dominio della valle fu assunto dai De la Vega y Castañeda a seguito di privilegi accordati da Giovanni II di Castiglia al suo cancelliere Juan Fernández Manrique de Lara, signore di Aguilar nel 1445 e nel 1447. Questa condizione di signoria si mantenne fino agli inizi del XIX secolo quando nel 1814 il re Ferdinando VII con proprio decreto riassunse per sé il potere di nomina degli alcaldes maggiori e dei corregidores fino ad allora esercitato dai marchesi di Aguilar.
Nel 1822 si formò il "comune di Luey", al quale nel 1835 si aggregarono Estrada ed Unquera, e il comune assunse l'attuale nome di Val de San Vicente, appartenendo al distretto giudiziario (partido judicial) di San Vicente de la Barquera.

## Monumenti e luoghi d'interesse
Nel patrimonio archeologico comunale spiccano le due grotte con graffiti de las Cabras e del Pindal, i resti del Castro de Castillo di un antico popolo cantabrico dell'età del ferro, dichiarato bene d'interesse storico - culturale, e i resti di strutture difensive del Cueto de Pechon da cui si controlla a vista lo sbocco del fiume Nansa nella ria di Tina Mende.
Nel patrimonio religioso emergono le chiese della Virgen del Mayedo della fine del XIII secolo e inizio del XIV, e della N.tra S.ra de la Natividad del 1239 a Moñorrodero, di N.tra S.ra de la Asuncion del XVII secolo ad Albanilla, di San Juan Bautista dello stesso secolo ad Helgueras, di Santa Marina a San Pedro de las Baheras del XVI secolo, di Santa Eulalia dello stesso secolo a Prellezo, di N.tra S.ra de la Concepcion del XVII secolo a Molleda. Inoltre da notare la chiesa gotica del cimitero di Portillo.
Nel patrimonio di architettura civile si distinguono la Torre di Estrada del XII secolo, ricostruita nel XIII, le Case tipiche del XII secolo a Pechon e nel centro di Molleda, la Casa de los Sanchez del Pozo del XVII secolo ad Abaňillas, le Case del secolo XVII a Pechon, dello stesso secolo la Casa Mayos a Luey, la Casa de la calle del sol a Molleda, e la Casa de los Escandon nella stessa località, la Azotea del 1902, il Molino viejo del XVI secolo e il Molino nuevo degli inizi del XV secolo; entrambi utilizzano le acque del fiume Nansa.

## Società

### Evoluzione demografica
Nell'ultimo secolo la popolazione ha presentato un andamento oscillante con il numero degli abitanti in lenta ma continua crescita, dai 2.570 nel 1900 a oltre 3.000 negli anni '50 per poi diminuire fino a 2.400 nel 2000 per ricominciare ad aumentare raggiungendo i 2.604 nel 2001 e i 2.784 nel 2009.

### Feste
Descenso internacional del Deiva, gara di canoe in concomitanza con la festa dei Santos Martires il 30 agosto ad Unquera, San Pedruco a Pesués il 1º agosto, Fiesta del Tomate, festa culinaria del primo venerdì di settembre nella medesima località, Nuestra Seňora ad Abanillas il 15 agosto, San Juan il 24 giugno a San Pedro de Baheras, Santa Marina a Luey il 15 luglio, San Lorenzo a Luey il 10 agosto, Santiago Apostol il 25 luglio a Moñorrodero, la Sombrilla, festa della carne valesana alla metà di settembre a Molleda, Santa Clara il 12 agosto a Pechon, San Roque il 16 agosto a Prellezo, Santa Ana il 26 luglio a Prio, San Bartolomé y San Agustin il 24-28 agosto a Serdio, la Feria-Exposicion de ganado vacuno seleato de raza frisona nella prima domenica di maggio in cui è usanza offrire ai visitatori una degustazione di paella e di vino, in attesa che al pomeriggio si svolga la gara di trascinamento di tronchi da parte di buoi.

## Geografia antropica

### Suddivisioni amministrative
Il municipio è costituito da 14 nuclei urbani di popolazione compreso il capoluogo Pesués che ha 393 abitanti è a 30 metri di altitudine s.l.m., sulle rive del fiume Nansa allo sbocco di questo sul mare e dista 73 km da Santander, capitale della Cantabria. Gli altri 13 nuclei sono:
- Abañillas
- Estrada
- Helgueras
- Luey
- Molleda

- Moñorrodero
- Pechon
- Portillo
- Prellezo
- Prio

- San Pedro de las Baheras
- Sordio
- Unquera.

## Economia
La sua economia, basata tradizionalmente sul settore primario dell'agropastorale e della pesca, ha subito negli ultimi anni del secolo scorso, grazie all'affermarsi del turismo, una profonda trasformazione per cui attualmente la metà della popolazione attiva è impiegata nel settore terziario, l'attività edilizia è fiorente dovendo sopperire alle necessità dei turisti con la costruzione di nuovi alloggi e alla trasformazione di quelli già esistenti. Ciononostante non si sono abbandonate le attività tradizionali dell'allevamento del bestiame, della pesca, della raccolta di alghe e di crostacei. L'industria è rappresentata da una impresa di piscicoltura, da una cooperativa tessile e da una fabbrica di dolciumi.